# Ivar Johansson
Ivar Valentin Johansson (ur. 31 stycznia 1903 w Norrköping, zm. 4 sierpnia 1979 tamże) – szwedzki zapaśnik. Trzykrotny złoty medalista olimpijski.
Walczył w obu stylach i w 1932 w Los Angeles triumfował zarówno w stylu klasycznym (w wadze półśredniej) jak i wolnym (w wadze średniej). Cztery lata później zwyciężył w stylu klasycznym w wadze średniej. Wielokrotnie był mistrzem Szwecji i Europy. W 1932 został uhonorowany nagrodą Svenska Dagbladets guldmedalj.

## Starty olimpijskie
Los Angeles 1932
- styl klasyczny do 72 kg, styl wolny do 79 kg - złoto

Berlin 1936
- styl klasyczny do 79 kg - złoto